# وسرمن ۲۶۶۰
سیارک ۲۶۶۰ (به انگلیسی: 2660 Wasserman، نامگذاری:1982FG) دو هزار و ششصد و شصتمین سیارک کشف شده‌است که در ۲۱ مارس ۱۹۸۲ کشف شد.
قدر مطلق سیارک برابر ۱۲٫۱۰ است.